# Match des Étoiles de la Ligue majeure de baseball 1999
Le match des Étoiles de la Ligue majeure de baseball 1999 (1999 MLB All-Star Game) est la 70e édition de cette opposition entre les meilleurs joueurs de la Ligue américaine et de la Ligue nationale, les deux composantes de la MLB.
Le match s'est tenu le 13 juillet 1999 au Fenway Park, antre des Red Sox de Boston.

## Home Run Derby

Logo Home Run Derby 1999

| Fenway Park, Boston -- N.L. 39, A.L. 23 | Fenway Park, Boston -- N.L. 39, A.L. 23 | Fenway Park, Boston -- N.L. 39, A.L. 23 | Fenway Park, Boston -- N.L. 39, A.L. 23 | Fenway Park, Boston -- N.L. 39, A.L. 23 | Fenway Park, Boston -- N.L. 39, A.L. 23 |
| Joueur                                  | Équipe                                  | Round 1                                 | Semis                                   | Finals                                  | Totals                                  |
| --------------------------------------- | --------------------------------------- | --------------------------------------- | --------------------------------------- | --------------------------------------- | --------------------------------------- |
| Ken Griffey, Jr.                        | Seattle                                 | 3                                       | 10                                      | 3                                       | 16                                      |
| Jeromy Burnitz                          | Milwaukee                               | 6                                       | 6                                       | 2                                       | 14                                      |
| Mark McGwire                            | St. Louis                               | 13                                      | 3                                       | –                                       | 16                                      |
| Jeff Bagwell                            | Houston                                 | 5                                       | 1                                       | –                                       | 6                                       |
| Larry Walker                            | Colorado                                | 2                                       | –                                       | –                                       | 2                                       |
| Nomar Garciaparra                       | Boston                                  | 2                                       | –                                       | –                                       | 2                                       |
| B.J. Surhoff                            | Baltimore                               | 2                                       | –                                       | –                                       | 2                                       |
| Shawn Green                             | Toronto                                 | 2                                       | –                                       | –                                       | 2                                       |
| Sammy Sosa                              | Chicago (N)                             | 1                                       | –                                       | –                                       | 1                                       |
| John Jaha                               | Oakland                                 | 1                                       | –                                       | –                                       | 1                                       |